# Piramida u Choluli
Velika piramida u Choluli ili Tlachihualtepetl (navatl: "umjetna planina") je ogromni arheološki spomenik kod grada Cholule u središnjem Meksiku. To je najveći spomenik na svijetu i najveća srednjoamerička piramida po zapremini.
Ova piramida s hramom je nastala u periodu od 2. stoljeća pr. Kr. do ranog 16. stoljeća. Bila je posvećena bogu Quetzalcoatlu. Osnova joj je 450 puta 450 metara, a visina 66 metra. Njena zapremina iznosi 4,45 000 000 m³, što je gotovo za trećinu više od Keopsove piramide u Egiptu. Asteci su vjerovali da je jedan od bogova sagradio ovu piramidu.
Danas piramida u Choluli odaje utisak prirodnog uzvišenja. Na njegovom vrhu se nalazi Bogorodičina crkva. Crkvu su podigli Španjolci 1594. na mjestu gdje se nalazio indijanski hram. Zbog važnosti ove crkve, koja je postala hodočasničko mjesto, piramida je samo manjim dijelom iskopana i obnovljena. U samoj piramidi arheolozi su iskopali oko 8 kilometara tunela.

## Vanjske poveznice
|  | Zajednički poslužitelj ima još gradiva o temi Piramida u Choluli |